# NBC Nightly News
NBC Nightly News ist die abendliche Hauptnachrichtensendung des US-amerikanischen Senders NBC. In Europa ist sie täglich um 0.30 Uhr über den Sender CNBC zu empfangen. Sie ist eine der beliebtesten US-Fehrnsehnachrichtensendungen.

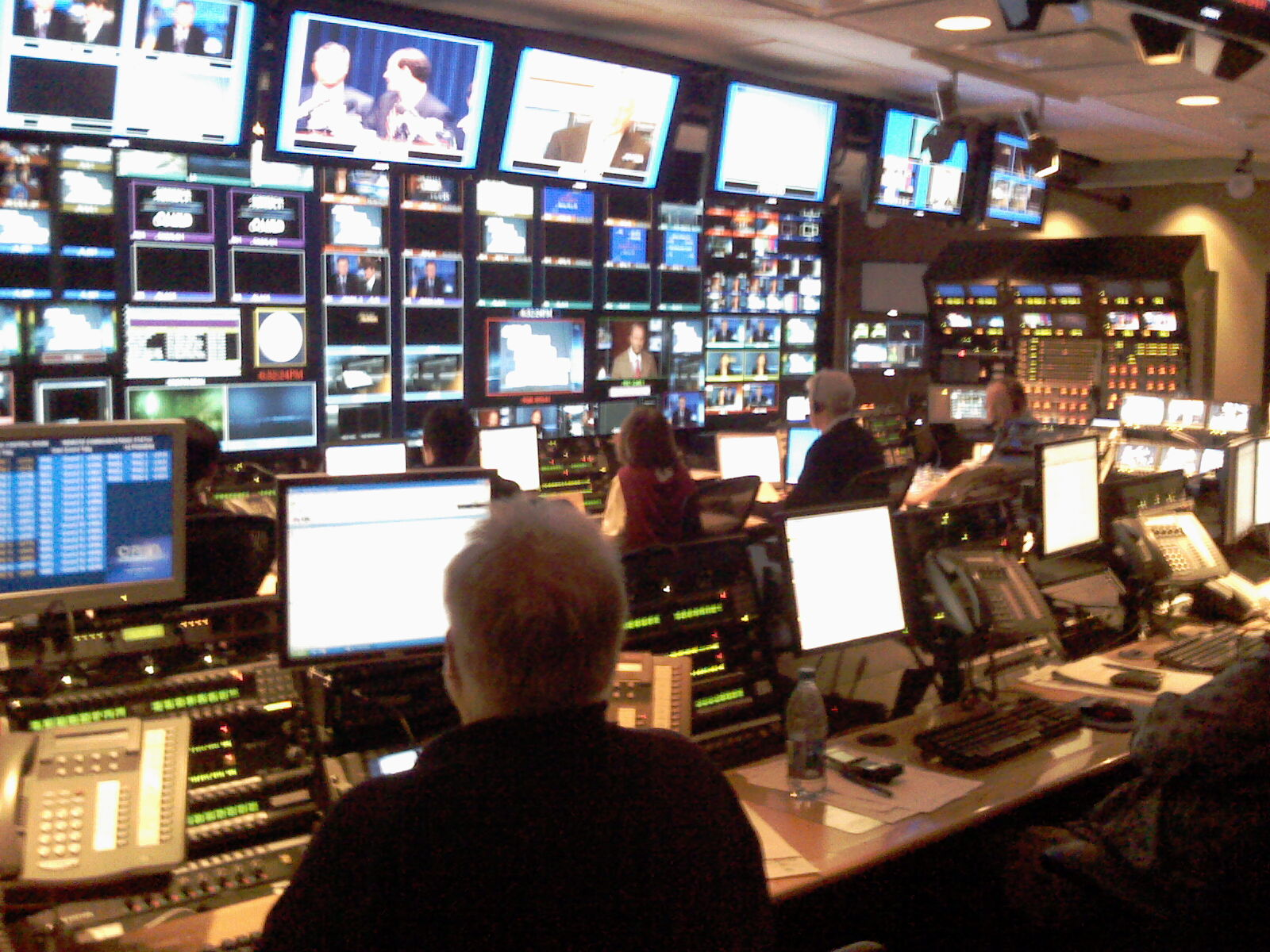
Sendebetrieb

## Moderatoren
Als 1970 der Huntley-Brinkley Report in NBC Nightly News umbenannt wurde, waren die ersten Moderatoren John Chancellor, David Brinkley und Frank McGee. 1971 verließ McGee die Sendung, da er die The Today Show übernahm und so bildeten Chancellor und Brinkley das Moderatorenteam bis 1982. Danach wurde sie bis 2004 von Tom Brokaw moderiert. Danach moderiert sie Brian Williams bis zu seiner Suspendierung. Von ihm übernahm Lester Holt die Moderation, zunächst interimsweise. 2010 trat Kristen Welker als Korrespondentin  bei und wurde im Dezember 2011 NBC Korrespondentin des Weißen Hauses.

## Wochenendausgabe
Seit 1971 gibt es bei den NBC Nightly News eine Wochenendausgabe mit eigenen Moderatoren.
Wochenendmoderatoren waren seitdem:
- Garrick Utley (1971–1973)
- Tom Brokaw (samstags, 1973–1976)
- Floyd Kalber (sonntags, 1973–1975)
- Tom Snyder (sonntags, 1975–1976)
- Cassie Mackin (sonntags, 1976–1977)
- John Hart (samstags, 1976–1977; sonntags, 1977–1980 und 1984–1986)
- Jessica Savitch (samstags, 1977–1983)
- Jane Pauley (sonntags, 1980–1982)
- Connie Chung (samstags, 1983–1984, 1988)
- Chris Wallace (sonntags, 1982–1984, 1986–1987)
- Bob Jamieson (samstags, 1984–1987)
- Garrick Utley (sonntags, 1987–1990, samstags, 1990–1993)
- Maria Shriver (samstags, 1989–1990; sonntags, 1990–1993)
- Brian Williams (Wochenende, 1993–1999)
- John Seigenthaler (Wochenende, 1999–2007)

- Kate Snow (sonntags, Oktober 2015–heute)
- Jose Diaz-Balart (samstags, August 2016—heute)